# Sternidius chemsaki
Sternidius chemsaki es una especie de escarabajo longicornio del género Sternidius, tribu Acanthocinini, subfamilia Lamiinae. Fue descrita científicamente por Lewis en 1977.
La especie se mantiene activa durante los meses de julio, agosto y septiembre.

## Descripción
Mide 6-9,5 milímetros de longitud.

## Distribución
Se distribuye por Estados Unidos.